# Ucios (rejon baranowicki)
Ucios (biał. Уцёс, ros. Утёс) – wieś na Białorusi, w obwodzie brzeskim, w rejonie baranowickim, w sielsowiecie Małachowce.

## Geografia
Położona jest nad Myszanką (prawy dopływ Szczary), 9 km od centrum administracyjnego sielsowietu Małachowce (Mirny), 19,5 km od najbliższego miasta (Baranowicze), 11 km od najbliższej stacji kolejowej (Leśna), 180 km od centrum administracyjnego obwodu (Brześć), 151 km od Mińska.
W roku 2019 w miejscowości znajdowało się 143 gospodarstwa.

## Demografia
W roku 2019 miejscowość liczyła sobie 279 mieszkańców, w tym 137 w wieku produkcyjnym.